# Бойкманн, Гельмут
Гельмут Бойкманн (нем. Helmuth Beukemann; 9 мая 1894 — 13 июля 1981) — немецкий военачальник, генерал-лейтенант вермахта, командующий 75-й пехотной дивизией во время Второй мировой войны. Кавалер Рыцарского креста Железного креста, высшего ордена нацистской Германии. Взят в плен американскими войсками в 1945 году. Освобождён из плена в 1947 году.

## Награды
- Железный крест 2-го класса (9 сентября 1914) (Королевство Пруссия)
- Крест «За военные заслуги» 2-го класса (24 июня 1915) (Герцогство Брауншвейг)
- Ганзейский крест Гамбурга (16 мая 1916)
- Крест «За военные заслуги» 1-го класса (21 мая 1918) (Герцогство Брауншвейг)
- Железный крест 1-го класса (23 мая 1916) (Королевство Пруссия)
- Планка к Кресту «За военные заслуги» 2-го класса (18 июня 1918) (Герцогство Брауншвейг)
- Нагрудный знак «За ранение» в чёрном (17 августа 1918)
- Королевский орден Дома Гогенцоллернов рыцарский крест с мечами (24 октября 1918) (Королевство Пруссия)
- Почётный крест Первой мировой войны 1914/1918 с мечами (1934)
- Пряжка к Железному кресту 2-го класса (21 сентября 1939)
- Пряжка к Железному кресту 1-го класса (15 октября 1939)
- Нагрудный штурмовой пехотный знак
- Рыцарский крест Железного креста (14 мая 1941)
- Немецкий крест в золоте (20 января 1944)
- Серебряная медаль «За воинскую доблесть» (1942) (Королевство Италия)